# Sylvie Granger
Pour les articles homonymes, voir Granger.
Sylvie Granger, né en 1955 et morte le 12 juin 2022 au Mans (Sarthe),, est une historienne moderniste française.
Sa notoriété repose sur ses travaux consacrés aux métiers de la musique et de la danse au XVIIIe siècle, et sur sa participation à l'édition critique de sources du for-privé.

## Biographie
Préparée sous la direction d'Anne Fillon, sa thèse consacrée aux métiers de la musique en pays manceau et fléchois est soutenue le 15 février 1997. Nommée enseignante-chercheuse (avec le statut de PRAG) à l'université du Maine, elle y est ensuite élue maîtresse de conférences en 1998. L'une des originalités de son enseignement consiste en un cours intitulé « Danse et Société du XVIe au XIXe siècle », consacré à la pratique des danses anciennes, appuyée sur des études de textes et d'images. Sylvie Granger occupe ce poste d'enseignante-chercheuse jusqu'à sa retraite de l'enseignement fin 2016. Elle poursuit alors son activité de chercheuse. Elle est membre du laboratoire Temos.
Élue conseillère municipale verte à la ville du Mans en mars 2001, Sylvie Granger est durant sept ans (2001-2008) déléguée au patrimoine historique et à la lecture publique.
Sylvie Granger décède le 12 juin 2022 des suites d’une longue maladie.

## Travaux scientifiques
Sylvie Granger consacre ses recherches aux métiers de la musique et de la danse aux XVIIe et XVIIIe siècles, dans une perspective sociale et culturelle. Elle fait délibérément le choix de se consacrer à des terrains d'étude provinciaux, et donc à des minorités peu visibles, en particulier les musiciennes, et tout spécialement les femmes organistes.
Elle est l'auteure de très nombreux articles, et de plusieurs ouvrages :
- Musiciens dans la ville, 1600-1850, Paris, Belin, collection Essais d’Histoire Moderne, 2002, 320 pages[9],[10].
- avec Caroline Giron-Panel, Bertrand Porot et Raphaëlle Legrand (dir.),  Musiciennes en duo, Mères, filles, sœurs ou compagnes d’artistes, préface de Michelle Perrot, Rennes, Pur, collection Histoire, 2015, 254 pages[11].
- Danser dans la France des Lumières, Rennes, Pur, collection Histoire, 2019, 442 pages (dont cahier iconographique de 16 pages). C'est la toute première synthèse publiée sur le métier de maître à danser, les leçons de danse, les bals en province au XVIIIe siècle[12].

En collaboration avec d'autres chercheurs, Sylvie Granger a participé à la réédition commentée d'écrits majeurs du for privé :
- avec Benoît Hubert et Martine Taroni, Journal d’un chanoine du Mans, Nepveu de La Manouillère, 1759-1807, édition intégrale, introduite et annotée, préface de Philippe Loupès, Rennes, Pur, collection Mémoire Commune, 2013, 770 pages (dont 32 planches couleurs).
- avec Benoît Hubert, Souvenirs d'un villageois du Maine, Louis Simon (1741-1820), édition augmentée et annotée, à partir du texte original établi et commenté par Anne Fillon (1984 et 1996), préface de Pierre Chaunu (1996), Pur, collection Mémoire Commune, 2016, 548 pages (dont 36 planches couleurs).

Le journal du chanoine Nepveu de La Manouillère est une mine de renseignements sur la société mancelle au XVIIIe siècle, et en particulier sur le chapitre de la cathédrale, pour une période où les registres capitulaires sont perdus.
Les mémoires du villageois Louis Simon, très rare parole d'un homme du peuple avant, pendant et après la Révolution, permet une plongée au cœur des mentalités villageoises.
Sylvie Granger est associée à l'enquête nationale Muséfrem (prosopographie des musiciens d'Église du XVIIIe siècle), dès son lancement au début des années 2000. Elle assure la coordination de la base de données qui en est l'outil essentiel. Elle y a publié plusieurs synthèses départementales : Alpes-de-Haute-Provence, Orne, Sarthe (2014), Yonne (2015), Mayenne (2016), Côte-d'Or (2018), Loiret (2019), Saône-et-Loire (2021), Doubs (2022), ainsi que l'Ille-et-Vilaine en collaboration avec Marie-Claire Mussat et le Cher en collaboration avec Isabelle Langlois et Jean-François "Maxou" Heintzen (2020).

## Autres publications
En parallèle à ses travaux universitaires, Sylvie Granger a publié des ouvrages destinés au grand public. Tous s'attachent à faire connaître les oubliés et oubliées de l'histoire, comme Nannon Chapeau, l'épouse de Louis Simon, ou le musicien Louis Bouteiller.
- Avec Serge Bertin, Femmes en Sarthe, Actrices de leur temps, Libra-Diffusio, 2012, 272 pages. Réédition augmentée en 2015, 304 pages.
- Avec Serge Bertin, Hommes en Sarthe, Acteurs de leur temps, Le Mans, Libra-Diffusio, octobre 2015, 272 pages.
- Avec Josiane Couasnon, Jardins d’émotions en Sarthe, photos Simon Lagoarde, préface Alain Baraton, Le Mans, Libra-Diffusio, 2017, 344 pages[18].

Elle est membre de l'Association des auteurs du Maine et du Loir (AML).